# Hazel Park (Michigan)
Hazel Park ist eine Stadt in Oakland County, Michigan, USA. Hazel Park ist ein Vorort von Detroit und Teil der Metro Detroit. Die Stadt eine Gesamtfläche von 7,3 km². Das U.S. Census Bureau hat bei der Volkszählung 2020 eine Einwohnerzahl von 14.983 ermittelt.

## Geschichte
Das Wachstum von Hazel Park wurde durch den Ausbau von Arbeitsplätzen bei der Ford Motor Company im nahe gelegenen Highland Park stimuliert. Im Bereich der 9 Mile Road wurden Krankenhäuser, Büros und Geschäfte gebaut. Die elektrische Stephenson Line war eine bequeme Möglichkeit für Pendler, mit dem Trolley nach Highland Park und Detroit zu fahren. 1924 installierte Hazel Park seine erste Ampel, erhielt ein Postamt und richtete ein Büro des stellvertretenden Sheriffs ein. Hazel Park wurde 1941 als Stadt gegründet und bezeichnet sich selbst als the friendly city. Von 1949 bis 2018 befand sich hier der Hazel Park Raceway, eine Anlage, die für Pferderennen genutzt wurde.

## Demografie
Nach einer Schätzung von 2019 leben in Hazel Park 16.347 Menschen. Die Bevölkerung teilt sich auf in 77,5 % nicht-hispanische Weiße, 13,2 % Afroamerikaner, 0,4 % amerikanische Ureinwohner, 1,5 % Asiaten und 0,2 % Sonstige und 4,6 % mit zwei oder mehr Ethnizitäten. Hispanics machten 1,5 % der Bevölkerung aus. Das mittlere Haushaltseinkommen lag 2017 bei 39.631 US-Dollar und die Armutsquote bei 22,6 %.